# Élections municipales de 2003 en Abitibi-Témiscamingue
Les élections municipales québécoises de 2003 se déroulent le 2 novembre 2003. Elles permettent d'élire les maires et les conseillers de chacune des municipalités locales du Québec, ainsi que les préfets de quelques municipalités régionales de comté.

## Abitibi-Témiscamingue

### Angliers
| Poste/District                                            | Élu              | Type d'élection |
| --------------------------------------------------------- | ---------------- | --------------- |
| 2                                                         | Alain Poitras    | Scrutin         |
| 4                                                         | Pierre Marcotte  | Sans opposition |
| 5                                                         | Yoland Trudel    | Sans opposition |
| 6                                                         | Raynald Bernèche | Scrutin         |
| Électeurs : 250 Votants : 120 Taux de participation: 48 % |                  |                 |

### Authier
| Poste/District                                           | Élu             | Type d'élection |
| -------------------------------------------------------- | --------------- | --------------- |
| 3                                                        | Marcel Cloutier | Scrutin         |
| 5                                                        | Pierre Lambert  | Sans opposition |
| 6                                                        | Nathalie Ayotte | Sans opposition |
| Électeurs : 224 Votants : 99 Taux de participation: 44 % |                 |                 |

### Authier-Nord
| Poste/District                                           | Élu          | Type d'élection |
| -------------------------------------------------------- | ------------ | --------------- |
| 1                                                        | Cécile Hélie | Sans opposition |
| 3                                                        | Yves Rouleau | Sans opposition |
| 5                                                        | Noella Dubé  | Sans opposition |
| Électeurs : n/a Votants : n/a Taux de participation: n/a |              |                 |

### Béarn
| Poste/District                                            | Élu                  | Type d'élection |
| --------------------------------------------------------- | -------------------- | --------------- |
| 1                                                         | Yvon Gagné           | Scrutin         |
| 3                                                         | Jacquelin Lepage     | Scrutin         |
| 5                                                         | Ghislain Bellehumeur | Scrutin         |
| Électeurs : 704 Votants : 321 Taux de participation: 46 % |                      |                 |

### Berry
| Poste/District                                           | Élu           | Type d'élection |
| -------------------------------------------------------- | ------------- | --------------- |
| 3                                                        | Gérard Bolduc | Sans opposition |
| 5                                                        | Jules Grondin | Sans opposition |
| Électeurs : n/a Votants : n/a Taux de participation: n/a |               |                 |

### Champneuf
| Poste/District                                           | Élu            | Type d'élection |
| -------------------------------------------------------- | -------------- | --------------- |
| 3                                                        | Jacques Jobin  | Sans opposition |
| 5                                                        | Manon Beaudet  | Scrutin         |
| 6                                                        | Stéphane Leduc | Sans opposition |
| Électeurs : 121 Votants : 53 Taux de participation: 44 % |                |                 |

### Chazel
| Poste/District                                            | Élu             | Type d'élection |
| --------------------------------------------------------- | --------------- | --------------- |
| 2                                                         | Sylvie Michaud  | Scrutin         |
| 3                                                         | Marcel Bouchard | Sans opposition |
| 5                                                         | Denis Côté      | Scrutin         |
| Électeurs : 267 Votants : 137 Taux de participation: 51 % |                 |                 |

### Clerval
| Poste/District                                           | Élu             | Type d'élection |
| -------------------------------------------------------- | --------------- | --------------- |
| 1                                                        | Donald Boudreau | Sans opposition |
| 3                                                        | Marcel Mayer    | Sans opposition |
| 5                                                        | Mario Boutin    | Sans opposition |
| Électeurs : n/a Votants : n/a Taux de participation: n/a |                 |                 |

### Duhamel-Ouest
| Poste/District                                           | Élu              | Type d'élection |
| -------------------------------------------------------- | ---------------- | --------------- |
| 3                                                        | Denis Beaudoin   | Sans opposition |
| 4                                                        | Richard Bergeron | Sans opposition |
| 5                                                        | Marc Bernard     | Sans opposition |
| 6                                                        | Alain Sarrazin   | Sans opposition |
| Électeurs : n/a Votants : n/a Taux de participation: n/a |                  |                 |

### Fugèreville
| Poste/District                                            | Élu               | Type d'élection |
| --------------------------------------------------------- | ----------------- | --------------- |
| 1                                                         | Charles Baril     | Scrutin         |
| 2                                                         | Sylvain Falardeau | Scrutin         |
| 5                                                         | Ghislain Gélinas  | Scrutin         |
| Électeurs : 301 Votants : 239 Taux de participation: 79 % |                   |                 |

### Guérin
| Poste/District                                           | Élu              | Type d'élection |
| -------------------------------------------------------- | ---------------- | --------------- |
| 2                                                        | Roger Rivard     | Sans opposition |
| 4                                                        | Viateur Perron   | Sans opposition |
| 5                                                        | Serge Provencher | Sans opposition |
| Électeurs : n/a Votants : n/a Taux de participation: n/a |                  |                 |

### Kipawa
| Poste/District                                            | Élu               | Type d'élection |
| --------------------------------------------------------- | ----------------- | --------------- |
| 1                                                         | Murielle Bélanger | Sans opposition |
| 2                                                         | Marcel Pellerin   | Sans opposition |
| 3                                                         | Margaret Hunter   | Scrutin         |
| 6                                                         | Lucette Davies    | Scrutin         |
| Électeurs : 445 Votants : 189 Taux de participation: 42 % |                   |                 |

### La Corne
| Poste/District                                           | Élu             | Type d'élection |
| -------------------------------------------------------- | --------------- | --------------- |
| 1                                                        | Eric Comeau     | Sans opposition |
| 2                                                        | Michel Lévesque | Sans opposition |
| 5                                                        | Renald Moreau   | Sans opposition |
| Électeurs : n/a Votants : n/a Taux de participation: n/a |                 |                 |

### La Morandière
| Poste/District                                            | Élu              | Type d'élection |
| --------------------------------------------------------- | ---------------- | --------------- |
| 4                                                         | Mario Gariépy    | Scrutin         |
| 5                                                         | Bernard Meilleur | Scrutin         |
| 6                                                         | Dany Hould       | Scrutin         |
| Électeurs : 231 Votants : 146 Taux de participation: 63 % |                  |                 |

### La Motte
| Poste/District                                           | Élu                 | Type d'élection |
| -------------------------------------------------------- | ------------------- | --------------- |
| 2                                                        | Jocelyne Lefebvre   | Sans opposition |
| 3                                                        | Jean-Marc Albert    | Sans opposition |
| 4                                                        | Jocelyne Wheelhouse | Sans opposition |
| Électeurs : n/a Votants : n/a Taux de participation: n/a |                     |                 |

### La Reine
| Poste/District                                           | Élu             | Type d'élection |
| -------------------------------------------------------- | --------------- | --------------- |
| 1                                                        | Réjean Bernard  | Sans opposition |
| 4                                                        | Lise Bureau     | Sans opposition |
| 5                                                        | Jacques Michaud | Sans opposition |
| Électeurs : n/a Votants : n/a Taux de participation: n/a |                 |                 |

### Landrienne
| Poste/District                                            | Élu                         | Type d'élection |
| --------------------------------------------------------- | --------------------------- | --------------- |
| 1                                                         | Maryse Bélanger             | Sans opposition |
| 3                                                         | Pierre Marcotte             | Scrutin         |
| 6                                                         | Jocelyne Croteau-Villeneuve | Sans opposition |
| Électeurs : 725 Votants : 311 Taux de participation: 43 % |                             |                 |

### Launay
| Poste/District                                           | Élu                | Type d'élection |
| -------------------------------------------------------- | ------------------ | --------------- |
| 2                                                        | Fernande Sylvain   | Sans opposition |
| 4                                                        | Carmelle Veillette | Sans opposition |
| 5                                                        | Juliette F.-Perron | Sans opposition |
| Électeurs : n/a Votants : n/a Taux de participation: n/a |                    |                 |

### Laverlochère
| Poste/District                                            | Élu            | Type d'élection |
| --------------------------------------------------------- | -------------- | --------------- |
| 4                                                         | René Beaulé    | Scrutin         |
| 5                                                         | Suzie Bélanger | Sans opposition |
| 6                                                         | Réal Bélanger  | Sans opposition |
| Électeurs : 573 Votants : 194 Taux de participation: 34 % |                |                 |

### Malartic
| Poste/District                                                | Élu                | Type d'élection |
| ------------------------------------------------------------- | ------------------ | --------------- |
| Maire                                                         | Fernand Carpentier | Scrutin         |
| 1                                                             | Isabelle Lauzon    | Scrutin         |
| 2                                                             | Josée Francoeur    | Scrutin         |
| 3                                                             | Thomas Hunter      | Scrutin         |
| 4                                                             | Laurier Verville   | Scrutin         |
| 5                                                             | Jean Turgeon       | Scrutin         |
| 6                                                             | Marie-Paule Ferron | Scrutin         |
| Électeurs : 2 657 Votants : 1 618 Taux de participation: 61 % |                    |                 |

### Nédélec
| Poste/District                                            | Élu              | Type d'élection |
| --------------------------------------------------------- | ---------------- | --------------- |
| 2                                                         | Éric Ménard      | Scrutin         |
| 4                                                         | Claude Gauvin    | Sans opposition |
| 5                                                         | Tina Bellehumeur | Sans opposition |
| Électeurs : 320 Votants : 118 Taux de participation: 37 % |                  |                 |

### Normétal
| Poste/District                                           | Élu              | Type d'élection |
| -------------------------------------------------------- | ---------------- | --------------- |
| 1                                                        | Ginette Therrien | Sans opposition |
| 2                                                        | Daniel Therrien  | Sans opposition |
| 3                                                        | Martine Girard   | Sans opposition |
| Électeurs : n/a Votants : n/a Taux de participation: n/a |                  |                 |

### Notre-Dame-du-Nord
| Poste/District                                           | Élu              | Type d'élection |
| -------------------------------------------------------- | ---------------- | --------------- |
| 3                                                        | Luc Plamondon    | Sans opposition |
| 4                                                        | Ghislain Aylwin  | Sans opposition |
| 6                                                        | Christian Turpin | Sans opposition |
| Électeurs : n/a Votants : n/a Taux de participation: n/a |                  |                 |

### Palmarolle
| Poste/District                                           | Élu               | Type d'élection |
| -------------------------------------------------------- | ----------------- | --------------- |
| 1                                                        |                   | Vacant          |
| 2                                                        |                   | Vacant          |
| 4                                                        | Andrée Tousignant | Sans opposition |
| Électeurs : n/a Votants : n/a Taux de participation: n/a |                   |                 |

### Poularies
| Poste/District                                           | Élu            | Type d'élection |
| -------------------------------------------------------- | -------------- | --------------- |
| 1                                                        | Gino Lévesque  | Sans opposition |
| 2                                                        | Solange Maheux | Sans opposition |
| 5                                                        | Yvon Rancourt  | Sans opposition |
| 6                                                        | Diane Bouchard | Sans opposition |
| Électeurs : n/a Votants : n/a Taux de participation: n/a |                |                 |

### Rapide-Danseur
| Poste/District                                           | Élu                  | Type d'élection |
| -------------------------------------------------------- | -------------------- | --------------- |
| 2                                                        | Darquise Blais       | Sans opposition |
| 3                                                        | Gaston Gadoury       | Sans opposition |
| 4                                                        | Jean-François Boutin | Sans opposition |
| 5                                                        | Pauline Lamont       | Sans opposition |
| Électeurs : n/a Votants : n/a Taux de participation: n/a |                      |                 |

### Rémigny
| Poste/District                                           | Élu            | Type d'élection |
| -------------------------------------------------------- | -------------- | --------------- |
| 1                                                        | Fernand Dubeau | Sans opposition |
| 2                                                        |                | Vacant          |
| 5                                                        | Alain Filteau  | Sans opposition |
| Électeurs : n/a Votants : n/a Taux de participation: n/a |                |                 |

### Rochebaucourt
| Poste/District                                           | Élu                    | Type d'élection |
| -------------------------------------------------------- | ---------------------- | --------------- |
| 1                                                        | Ginette Harrison       | Sans opposition |
| 4                                                        |                        | Vacant          |
| 5                                                        | Marc-Antoine Pelletier | Sans opposition |
| Électeurs : n/a Votants : n/a Taux de participation: n/a |                        |                 |

### Saint-Dominique-du-Rosaire
| Poste/District                                           | Élu                   | Type d'élection |
| -------------------------------------------------------- | --------------------- | --------------- |
| 1                                                        | Daniel St-Pierre      | Sans opposition |
| 4                                                        | France Galarneau      | Sans opposition |
| 5                                                        | Patricia Vaillancourt | Sans opposition |
| Électeurs : n/a Votants : n/a Taux de participation: n/a |                       |                 |

### Saint-Édouard-de-Fabre
| Poste/District                                            | Élu               | Type d'élection |
| --------------------------------------------------------- | ----------------- | --------------- |
| 1                                                         | Denis Samson      | Scrutin         |
| 2                                                         | Réjean Drouin     | Scrutin         |
| 3                                                         | Véronique Manseau | Sans opposition |
| 5                                                         | Lisa Gagné        | Sans opposition |
| Électeurs : 510 Votants : 190 Taux de participation: 37 % |                   |                 |

### Saint-Eugène-de-Guigues
| Poste/District                                           | Élu              | Type d'élection |
| -------------------------------------------------------- | ---------------- | --------------- |
| 1                                                        | Stéphane Drapeau | Sans opposition |
| 2                                                        | Guy Robert       | Sans opposition |
| 4                                                        | Daniel Gemme     | Sans opposition |
| Électeurs : n/a Votants : n/a Taux de participation: n/a |                  |                 |

### Saint-Félix-de-Dalquier
| Poste/District                                            | Élu            | Type d'élection |
| --------------------------------------------------------- | -------------- | --------------- |
| 1                                                         | Luc Pomerleau  | Sans opposition |
| 3                                                         | André Lévesque | Sans opposition |
| 5                                                         | Guy Lefebvre   | Scrutin         |
| Électeurs : 690 Votants : 277 Taux de participation: 40 % |                |                 |

### Saint-Lambert
| Poste/District                                           | Élu            | Type d'élection |
| -------------------------------------------------------- | -------------- | --------------- |
| 3                                                        | Yvon Thibeault | Sans opposition |
| 4                                                        | Ronald Marion  | Sans opposition |
| 5                                                        | Daniel Garant  | Sans opposition |
| Électeurs : n/a Votants : n/a Taux de participation: n/a |                |                 |

### Saint-Mathieu-d'Harricana
| Poste/District                                            | Élu              | Type d'élection |
| --------------------------------------------------------- | ---------------- | --------------- |
| Maire                                                     | Gaétan Chénier   | Scrutin         |
| 1                                                         | Martin Roch      | Sans opposition |
| 2                                                         | Albert Laporte   | Sans opposition |
| 3                                                         | Lise Noël        | Sans opposition |
| 4                                                         | Jean Labrèche    | Sans opposition |
| 5                                                         | Chantal Bertrand | Sans opposition |
| 6                                                         | Gabriel Lemay    | Sans opposition |
| Électeurs : 552 Votants : 238 Taux de participation: 43 % |                  |                 |

### Sainte-Germaine-Boulé
| Poste/District                                           | Élu              | Type d'élection |
| -------------------------------------------------------- | ---------------- | --------------- |
| 2                                                        | Richard Bisson   | Sans opposition |
| 4                                                        | Frédéric Audet   | Sans opposition |
| 5                                                        | Sylvain Rancourt | Sans opposition |
| Électeurs : n/a Votants : n/a Taux de participation: n/a |                  |                 |

### Sainte-Gertrude-Manneville
| Poste/District                                           | Élu              | Type d'élection |
| -------------------------------------------------------- | ---------------- | --------------- |
| 2                                                        | Jonathan Vachon  | Sans opposition |
| 3                                                        | France Martel    | Sans opposition |
| 5                                                        | Ghislaine Vachon | Sans opposition |
| Électeurs : n/a Votants : n/a Taux de participation: n/a |                  |                 |

### Sainte-Hélène-de-Mancebourg
| Poste/District                                           | Élu               | Type d'élection |
| -------------------------------------------------------- | ----------------- | --------------- |
| 2                                                        | Careen Vachon     | Sans opposition |
| 3                                                        | Sylvain Pomerleau | Sans opposition |
| 4                                                        | Raymond Matte     | Sans opposition |
| 6                                                        | Lucien Major      | Sans opposition |
| Électeurs : n/a Votants : n/a Taux de participation: n/a |                   |                 |

### Senneterre (paroisse)
| Poste/District                                            | Élu               | Type d'élection |
| --------------------------------------------------------- | ----------------- | --------------- |
| 1                                                         | Céliane Taillefer | Sans opposition |
| 4                                                         | Anne Blain        | Scrutin         |
| 6                                                         | Lyne Dubeau       | Sans opposition |
| Électeurs : 929 Votants : 160 Taux de participation: 17 % |                   |                 |

### Trécesson
| Poste/District                                            | Élu             | Type d'élection |
| --------------------------------------------------------- | --------------- | --------------- |
| 1                                                         | Jacques Trudel  | Sans opposition |
| 4                                                         | Nathalie Dion   | Scrutin         |
| 5                                                         | Ghyslain Nadeau | Sans opposition |
| Électeurs : 862 Votants : 141 Taux de participation: 16 % |                 |                 |

### Val-Saint-Gilles
| Poste/District                                           | Élu                 | Type d'élection |
| -------------------------------------------------------- | ------------------- | --------------- |
| 1                                                        | Réal Paul           | Sans opposition |
| 2                                                        |                     | Vacant          |
| 5                                                        | Ghislain-Guy Lavoie | Sans opposition |
| Électeurs : n/a Votants : n/a Taux de participation: n/a |                     |                 |